# Dům Püchner
Dům Püchner stojí v městské památkové zóně v Karlových Varech v ulici Vřídelní 132/47. Pochází z roku 1929.

## Historie
Dům zde nechal postavit v letech 1928–1929 Anton Püchner podle projektu architekta Kornelia Krause. Jméno Kornelius Kraus je však ve stavební dokumentaci uvedeno jako předkladatel plánů. Druhý uvedený architekt, který zde mohl být autorem projektu, je Robert Eberl. Stavbu realizovala karlovarská stavební firma Kubiček & Baier.

## Ze současnosti
V roce 2014 byl dům Püchner uveden v Programu regenerace Městské památkové zóny Karlovy Vary 2014–2024 v části II. (tabulková část 1–5 Přehledy) v seznamu 5. Památkově hodnotné objekty na území MPZ Karlovy Vary s aktuálním stavem „vyhovující“.
V současnosti (prosinec 2021) je budova evidovaná jako stavba ubytovacího zařízení v soukromém vlastnictví.

## Popis
Řadový šestipodlažní dům se nachází v centru lázeňské části města v městské památkové zóně ve Vřídelní ulici. Podoba objektu, s výjimkou sedlové střechy, reflektuje principy moderny a funkcionalismu s ohledem na místní prostředí. V prvním až třetím patře jsou aplikována pásová okna, původně tzv. americká posunovací, čtvrté a páté patro má vysazené balkony s polygonálními balkonovými deskami.